# اچ‌ام‌اس آرمادا (دی۱۴)
اچ‌ام‌اس آرمادا (دی۱۴) (به انگلیسی: HMS Armada (D14)) یک کشتی بود که طول آن ۳۷۹ فوت (۱۱۶ متر) بود. این کشتی در سال ۱۹۴۳ ساخته شد.